# Левандовский, Эдуард Вольдемарович
Эдуа́рд Вольдема́рович Левандо́вский (нем. Eduard Lewandowski; род. 7 сентября 1980, Краснотурьинск, Свердловская область) — немецкий хоккеист, крайний нападающий. 
Чемпион Германии 2007 года. Пятикратный участник Матча звёзд Немецкой хоккейной лиги в сезонах 2002/03, 2003/04, 2005/06, 2006/07, 2007/08. 
Выступал за сборную Германии на чемпионатах мира с 2002 по 2005 год, а также участвовал в Кубке мира 2004 года и Олимпийских играх 2006 года.
В 2003 году был выбран на драфте клубом Феникс Койотис в 8-м раунде под общим 242-м номером.

## Статистика
Последнее обновление: 16 декабря 2013 года

### Клубная карьера
```
                                            
                                            --- Regular Season ---  ---- Playoffs ----
Season   Team                        Lge    GP    G    A  Pts  PIM  GP   G   A Pts PIM
--------------------------------------------------------------------------------------
1997-98  Wilhelmshaven-Stickhausen   Ger.1  48   19   12   31   46
1998-99  Wilhelmshaven-Stickhausen   Ger.1  49   35   21   56   96
1999-00  Wilhelmshaven-Stickhausen   2.GBu  48   15   26   41  104
2000-01  Wilhelmshaven-Stickhausen   2.GBu  42   21   28   49   87
2001-02  Berlin Polar Bears          DEL    59    7   15   22   57   4   0   0   0   2
2002-03  Cologne Sharks              DEL    46    6   14   20   46  13   3   3   6  43
2003-04  Cologne Sharks              DEL    52   16   17   33   85   5   1   2   3  16
2004-05  Cologne Sharks              DEL    49   19   20   39   49   6   1   1   2  33
2005-06  Cologne Sharks              DEL    52   20   26   46   48   9   3   5   8  31
2006-07  Mannheim Eagles             DEL    51   13   26   39   26  11   2   9  11  12
2007-08  Mannheim Eagles             DEL    55   16   24   40   32   5   1   3   4   4
2008-09  Spartak Moscow              KHL    49   10   18   28   38   6   0   1   1   6
2009-10  Spartak Moscow              KHL    44   10   17   27   52  --  --  --  --  --
2009-10  Neftekhimik Nizhnekamsk     KHL    11    3    2    5    6   9   0   0   0   4
2010-11  Atlant Moscow Oblast        KHL    54    6    6   12   54  24   4   5   9   4
2011-12  Atlant Moscow Oblast        KHL    54    7   10   17   26  12   1   1   2   2
2012-13  Spartak Moscow              KHL    30    5    3    8   10  --  --  --  --  --
2012-13  Neftekhimik Nizhnekamsk     KHL    10    0    0    0   10   4   0   1   1   0
2013-14  Avtomobilist Ekaterinbyrg   KHL    35    5    5   10   20   4   0   1   1   0
--------------------------------------------------------------------------------------

```